# Cine Vital
El cine Vital fue un cine de El Entrego, en el concejo asturiano de San Martín del Rey Aurelio (España). Actualmente se encuentra en estado de abandono. Está incluido en el Inventario de Patrimonio Cultural del Principado de Asturias.

## Historia
El cine se construyó en la década de 1910 y fue uno de los tres con los que contó la localidad minera de El Entrego: el teatro de la Casa del Pueblo, el cine Colón y el citado Vital. Su nombre se debe a Vital Aza, escritor asturiano con cuyo nombre se bautizaron otros teatros en la región. Como otros tantos cines de la época, era de gestión familiar. El cine echó el cierre a mediados de los años 80. Actualmente es usado como almacén. 

## Descripción
La fachada del cine sufrió diferentes remodelaciones. La planta baja contaba con dos puertas de acceso, una al patio de butacas y otra a un palco general, conocido comúnmente como  gallinero. Contaba con cabina de reproducción, aseos y ambigú. En el exterior destacan un primer piso de óculos, un segundo de ventanas y la rotura del alero con una casetón. El cine echó el cierre a mediados de los años 80. Actualmente es usado como almacén. 